# Скомельна-Чарна
Скомельна-Чарна (пол. Skomielna Czarna) — село в Польщі, у гміні Токарня Мисленицького повіту Малопольського воєводства.
Населення — 1718 осіб (2011).
У 1975-1998 роках село належало до Краківського воєводства.

## Демографія
Демографічна структура станом на 31 березня 2011 року:
|          | Загалом | Допрацездатний вік | Працездатний вік | Постпрацездатний вік |
| -------- | ------- | ------------------ | ---------------- | -------------------- |
| Чоловіки | 891     | 201                | 610              | 80                   |
| Жінки    | 827     | 203                | 475              | 149                  |
| Разом    | 1718    | 404                | 1085             | 229                  |